# Сплітський собор
Сплітський собор (хорв. Splitska katedrala; повна назва — Собор Святого Дує, Собор Святого Домнія (Домінія)) — римо-католицький собор у місті Спліті, Хорватія. Кафедральний храм Спліт-Макарської архідієцезії, цінна історико-архітектурна пам'ятка. Основна частина храму — колишній імператорський мавзолей. У числі інших пам'яток Палацу Діоклетіана Сплітський собор включений до списку Світової спадщини ЮНЕСКО.

## Історія та опис
Собор святого Дує розташований у центрі комплексу Діоклетіанового палацу, його фасад звернений на захід і виходить на перистиль палацу.
Сплітський собор складається з 3-х частин, побудованих у різні епохи. Основна частина храму — восьмикутний у плані колишній мавзолей імператора Діоклетіана, зведений на межі III і IV століть. Хори собору побудовані в XVII столітті. Висока дзвіниця поруч із собором була зведена 1100 року і перебудована 1908-го. Попри таку розбіжність у часі будівництва, всі частини собору зведені з одного й того самого матеріалу — туфа, видобутого в місцевих річках і білого вапняка з острова Брач.

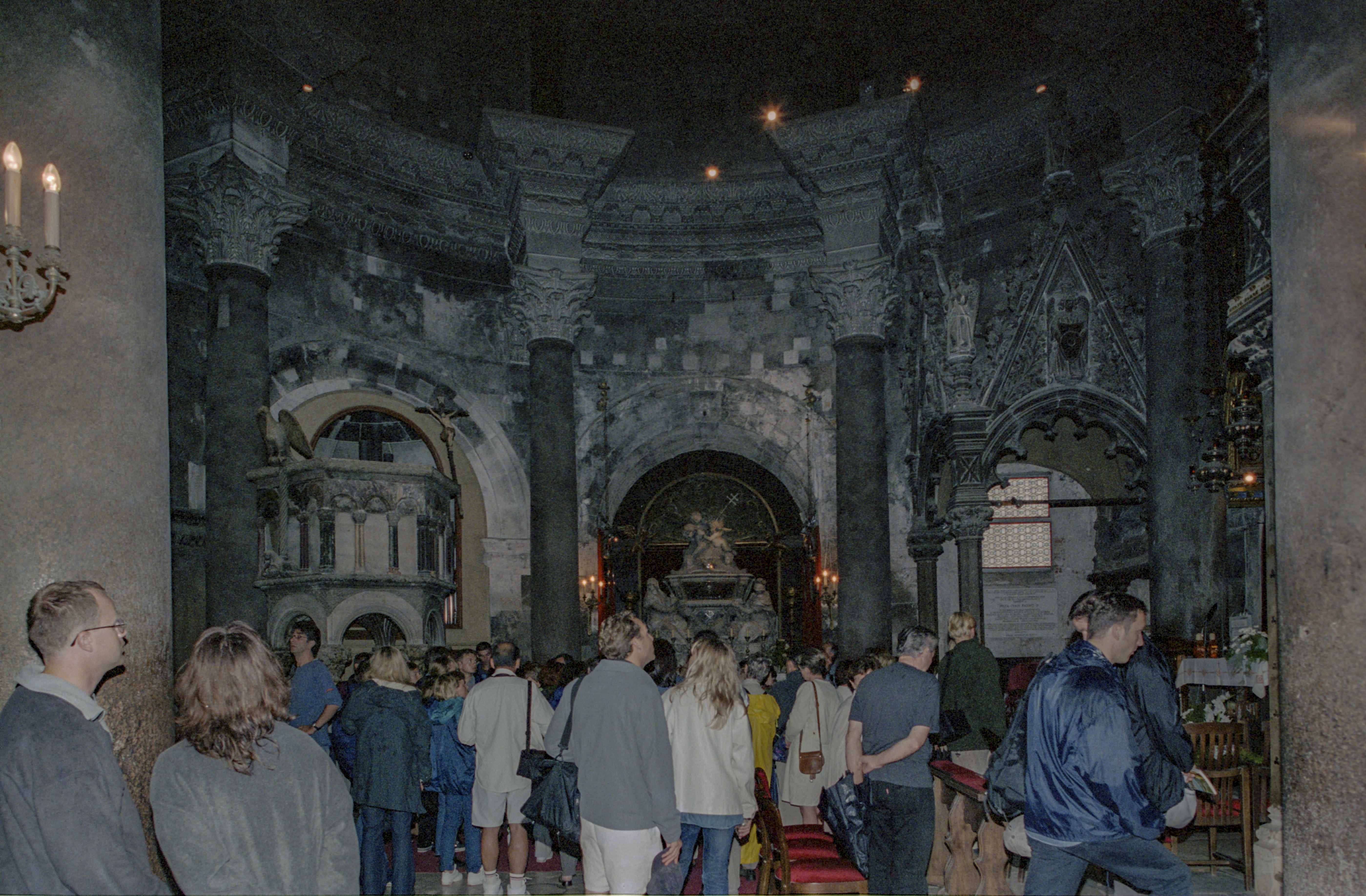
Усередині мавзолею Діоклетіана

На самому початку, коли з мавзолею зробили церкву, храм був присвячений Божій Матері і називався собором Святої Марії-Богородиці. Однак дуже скоро храм став називатися церквою святого Дує (хорв. Duje) або Домнія, святого заступника Спліта, що був у III столітті єпископом Салони, і чий вівтар був поставлений у соборі в ранньому середньовіччі. Єпископ Домній разом з іншими християнами став мучеником під час гонінь на християн за правління Діоклетіана у 303—304 роках.
Незважаючи на переробку будівлі колишнього мавзолею у християнський собор, архітектура первинної споруди і низка елементів інтер'єру збереглися незмінними. Два ряди колон усередині собору підтримують багато декоровані фризи. У римську добу купол мавзолею був прикрашений мозаїкою, однак від неї нічого не залишилося. Саркофаги імператорської родини розташовувалися в центрі споруди — їх знищили у VII столітті. На фризі під куполом збереглися барельєфи Діоклетіана та його дружини Приски у лаврових вінках.
З числа предметів мистецтва християнського періоду особливо цінними є дерев'яні (з волоського горіху) дверні стулки роботи Андрія Бувіни XIII століття (1214) при вході до церкви. Вони мають розміри 5,3 на 3,6 метри і багато оздоблені гравіруванням. На кожній стулці викарбувано по 14 сцен з життя і пристрастей Христових, всі зображення облямовані складним орнаментом. Ці дверні коробки є одним з найцінніших і найзбереженіших різьбленням по дереву на східному узбережжі Адріатичного моря періоду Середньовіччя.
Кам'яна кафедра ліворуч від входу виконана в XIII столітті в романському стилі. У бічній каплиці Св. Дуе в південно-східній ніші собору знаходиться готичний вівтар XV століття (1427) авторства Боніно з Мілана, зведений над ранньохристиянським саркофагом, розпис його виконав Дує Вускович. Вівтар каплиці Св. Анастасія в північно-східній ніші з різьбленим рельєфом, що зображує бичування Христа, виконаний Юраєм Далматинцам (1448), і присвячений іншому мученику з Салони, який був кинутий у води річки Ядро з каменем навколо шиї. Північний вівтар — новий вівтар святого Дує — пізніший, був створений у 1767 році венеціанським скульптором Джованні Морлаїтером у стилі бароко. Головний вівтар собору, присвячений Богоматері, створений одночасно з хорами в XVII столітті, — різьблений, розписаний з арковим склепінням сценами зі Старого Заповіту Матеєм Понцоніє-Понкуном (Matija Ponzonije-Poncun), маляром з острову Раб, що вважається одним з найвидатніших митців 1-ї декади XVII століття у Спліті й Далмації в цілому.

Собор на гербі Спліта

Крипта собору також має римське походження, в християнський період тут була влаштована каплиця святого Луція (Луція Сіракузького).
У скарбниці собору зберігається багате зібрання предметів церковного мистецтва: раки з мощами, ікони тощо; також у храмовій колекції представлена велика кількість цінних середньовічних книг і рукописів.
Сплітський собор підтримується в належному стані, в тому числі завдяки постійним реставраційно-пошуковим роботам, як усередині, так і навколо храму.
У теперішній час це не лише один з головних туристичних об'єктів міста і країни, а й серед інших пам'яток Палацу Діоклетіана об'єкт зі списку Світової спадщини ЮНЕСКО в Хорватії.
Сплітський собор зображений на гербі і прапорі міста.